# Vuông góc
Trong hình học sơ cấp, tính chất vuông góc là mối quan hệ giữa hai đường thẳng mà tạo thành một góc vuông (90 độ). Tính chất này cũng được mở rộng cho các đối tượng hình học khác.
Một đường thẳng được nói là vuông góc một đường thẳng khác nếu và chỉ nếu hai đường thẳng cắt nhau ở góc vuông. Cụ thể hơn, nếu đường thằng thứ nhất vuông góc với đường thẳng thứ hai nếu (1) hai đường thẳng cắt nhau; và (2) và tại giao điểm góc bẹt trên một phía của đường thẳng thứ nhất bị cắt bởi đường thẳng thứ hai thành hai góc tương đẳng. Tính vuông góc thể hiện tính đối xứng, có nghĩa là nếu đường thẳng thứ nhất vuông góc với đường thẳng thứ hai, thì đường thẳng thứ hai cũng vuông góc với đường thẳng thứ nhất. Vì lý do này, ta có thể nói hai đường thẳng vuông góc với nhau mà không cần xác định thứ tự ưu tiên.
Tính chất vuông góc có thể dễ dàng mở rộng ra cho đối với các đoạn thẳng và tia. Ví dụ, một đoạn thẳng {\displaystyle {\overline {AB}}} vuông góc với đoạn thẳng {\displaystyle {\overline {CD}}} nếu, khi mỗi đoạn thẳng được mở rộng kéo dài về hai phía để tạo thành một đường thẳng, hai đường thẳng kết quả này tự động tuân theo định nghĩa vuông góc ở trên. Bằng ký hiệu, {\displaystyle {\overline {AB}}\perp {\overline {CD}}} có nghĩa là đoạn thẳng AB vuông góc với đoạn thẳng CD.
Một đường thẳng vuông góc với một mặt phẳng nếu và chỉ nếu nó vuông góc với mọi đường thẳng nằm trong mặt phẳng đó và cắt với đường thẳng này. Định nghĩa này phụ thuộc vào định nghĩa hai đường thẳng vuông góc với nhau.
Hai mặt phẳng trong không gian vuông góc với nhau nếu góc nhị diện giữa chúng làm thành một góc vuông (90 độ).
Tính chất vuông góc là một trường hợp đặc biệt của khái niệm toán học tổng quát hơn đó là tính trực giao; vuông góc là tính trực giao của lớp các đối tượng hình học cơ sở. Do vậy, trong toán học cao cấp, từ "vuông góc" đôi lúc được sử dụng nhằm miêu tả các điều kiện trực giao hình học phức tạp hơn, như giữa các mặt phẳng và các vectơ trực chuẩn (normal) của chúng.

## Quan hệ vuông góc trong mặt phẳng

### Hai đường thẳng vuông góc
Có một và chỉ một đường thẳng đi qua một điểm và vuông góc với đường thẳng cho trước

### Dựng hai đường vuông góc
Để dựng một đường thẳng vuông góc với đường thẳng AB qua điểm P sử dụng thước kẻ và compa, thực hiện các bước như sau (xem hình bên trái):
- Bước 1 (đỏ): dựng một đường tròn với tâm tại P có tâm bất kỳ sao cho đường tròn cắt đường thẳng AB tại hai điểm A' và B', mà cách đều từ P.
- Bước 2 (lục): dựng hai đường tròn có tâm lần lượt tại A' và B' và có bán kính bằng nhau. Gọi Q và R tương ứng là các giao điểm của hai đường tròn này.
- Bước 3 (lam): nối Q và R để thu được đường thẳng PQ mong muốn.

Để chứng minh PQ vuông góc với AB, sử dụng định lý tam giác đồng dạng CCC cho hai tam giác QPA' và QPB' để đi đến kết luận hai góc OPA' và OPB' bằng nhau. Sau đó sử dụng định lý tam giác đồng dạng CGC cho hai tam giác OPA' và OPB' thu được hai góc POA và POB bằng nhau.
Để vẽ một đường thẳng vuông góc với đường thẳng tại hoặc đi qua điểm P sử dụng định lý Thales, xem hình động bên cạnh.
Cũng có thể áp dụng định lý Pytago để làm cơ sở cho phương pháp dựng góc vuông. Ví dụ, bằng cách sử dụng ba đoạn thước có tỉ lệ độ dài 3:4:5 để tạo ra hình một tam giác vuông. Phương pháp này rất thuận tiện cho đặt bố trí các đồ vật và vị trí trên mảnh đất hoặc khu vườn rộng, và khi độ chính xác không yêu cầu cao. Tam giác vuông này có thể lặp lại bất cứ lúc nào cần thiết.

### Chân đường vuông góc - hình chiếu vuông góc của một điểm lên đường thẳng

Đoạn thẳng AB vuông góc với đoạn thẳng CD bởi vì hai góc mà chúng tạo ra (màu vàng cam và lam) bằng 90 độ. Đoạn thẳng AB có thể gọi là đường thẳng vuông góc từ A đến đoạn thẳng CD. Điểm B gọi là chân đường vuông góc từ A đến đoạn thẳng CD, hoặc đơn giản là chân của A trên CD. Điểm B còn được gọi là hình chiếu vuông góc của A lên đường thẳng CD

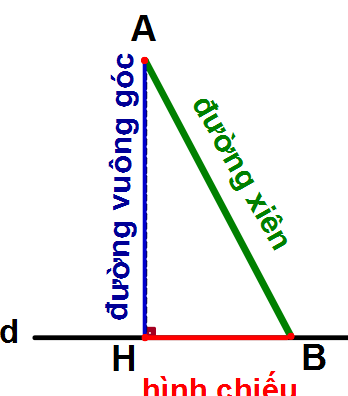
Đường vuông góc, đường xiên và hình chiếu của đường xiên

Từ chân thường được sử dụng thường xuyên đi kèm với khái niệm vuông góc. Cách sử dụng này được minh họa trong hình vẽ ở trên, và phần chú giải của hình. Hình vẽ có hướng bất kỳ. Và chân đường vuông góc không nhất thiết phải nằm ở đáy. Chân đường vuông góc còn được gọi là hình chiếu vuông góc của điểm lên đường thẳng.

### Đường vuông góc, đường xiên và hình chiếu của đường xiên
Trong tất cả các đoạn thẳng kẻ từ 1 điểm nằm ngoài một đường thẳng và cắt đường thẳng đó, đoạn vuông góc là đoạn thẳng ngắn nhất và duy nhất. Các đoạn thẳng còn lại được gọi là đường xiên.
Đoạn thẳng giới hạn bởi chân đường vuông góc và giao điểm của đường xiên với đường thẳng được gọi là hình chiếu của đường xiên lên đường thẳng đó.
Trong các đường xiên kẻ từ một điểm nằm ngoài đường thẳng đến đường thẳng đó:
- Đường xiên lớn hơn (hoặc nhỏ hơn) thì có hình chiếu lớn hơn (hoặc nhỏ hơn) và ngược lại
- 2 đường xiên bằng nhau thì có hình chiếu bằng nhau và ngược lại

## Quan hệ vuông góc trong không gian

### Đường thẳng vuông góc với mặt phẳng
Đường thẳng vuông góc với mặt phẳng khi đường thẳng đó vuông góc với mọi đường thẳng trong mặt phẳng đó
Nếu đường thẳng vuông góc với 2 đường thẳng cắt nhau trong cùng một mặt phẳng thì đường thẳng đó vuông góc với mặt phẳng chứa 2 đường thẳng đó.
Có 1 và chỉ 1 đường thẳng đi qua 1 điểm nằm ngoài mặt phẳng và vuông góc với mặt phẳng đó.
Có 1 và chỉ 1 mặt phẳng đi qua 1 điểm nằm ngoài đường thẳng và vuông góc với đường thẳng đó.

### Phép chiếu vuông góc
Cho đường thẳng (d) vuông góc với mặt phẳng (P). Phép chiếu song song theo phương của (d) được gọi là phép chiếu vuông góc lên mặt phẳng (P).
Kết quả của phép chiếu vuông góc được gọi hình chiếu vuông góc.
Quy ước: nếu nói phép chiếu (hoặc hình chiếu) mà không nói gì thêm, ta xem như đó là phép chiếu (hoặc hình chiếu) vuông góc.

### Đường thẳng vuông góc trong không gian
Trong không gian, 2 đường thẳng vuông góc với nhau có thể cắt nhau hoặc chéo nhau
Cho đường thẳng (a) không vuông góc với mặt phẳng (P) và đường thẳng {\displaystyle (d)\subset (P)}, khi đó{\displaystyle (a)\perp (b)\Leftrightarrow (a)\perp (b')} với (b') là hình chiếu của (a) lên (P)

### 2 mặt phẳng vuông góc

#### Điều kiện để 2 mặt phẳng vuông góc
Điều kiện cần và đủ để 2 mặt phẳng vuông góc là mặt phẳng này chứa một đường thẳng vuông góc với mặt phẳng kia.

#### Tính chất
2 mặt phẳng vuông góc với nhau thì bất cứ đường thẳng nào nằm ở 1 trong 2 mặt phẳng vuông góc với giao tuyến của 2 mặt phẳng đó thì đường thẳng đó vuông góc với mặt phẳng kia.
2 mặt phẳng (P) và (Q) vuông góc với nhau thì đường thẳng đi qua một điểm trong mặt phẳng (P) vuông góc với mặt phẳng (Q) thì sẽ luôn nằm trong (P)
2 mặt phẳng cắt nhau cùng vuông góc với mặt phẳng thứ 3 thì giao tuyến của 2 mặt phẳng đó sẽ vuông góc với mặt phẳng thứ 3.
Có duy nhất một mặt phẳng đi qua một đường thẳng và vuông góc với một mặt phẳng không vuông góc với đường thẳng đó.